# Аппаково (Альметьевский район)
Аппа́ково (тат. Аппак) — село в Альметьевском районе  Республики Татарстан. Административный центр Аппаковского сельского поселения.

## География
Село расположено на реке Кичуй, в 30 километрах к западу от города Альметьевск.   

## Население
| 1834 | 1859 | 1885 | 1897 | 1910 | 1926 | 1938 | 1949 | 1958 | 1970 | 1979 | 1989 | 2000 | 2002 | 2010 | 2015 |
| ---- | ---- | ---- | ---- | ---- | ---- | ---- | ---- | ---- | ---- | ---- | ---- | ---- | ---- | ---- | ---- |
| 381  | 278  | 523  | 667  | 729  | 803  | 803  | 742  | 504  | 421  | 381  | 360  | 351  | 384  | 357  | 405  |

Национальный состав села — татары.

## Экономика
Полеводство, молочное скотоводство.